# Campeonato da Europa de Atletismo de 2016 - Revezamento 4x400 m masculino
A prova dos 4 x 400 metros estafetas masculino do Campeonato da Europa de Atletismo de 2016 foi disputada entre os dias 9 e 10 de julho de 2016 no Estádio Olímpico de Amsterdã em Amesterdão,  nos Países Baixos. 

## Recordes
Antes desta competição, os recordes mundiais e do campeonato nesta prova eram os seguintes:
|                       | Nome                                                          | Nacionalidade  | Tempo   | Local     | Data                  |
| --------------------- | ------------------------------------------------------------- | -------------- | ------- | --------- | --------------------- |
| Recorde mundial       | (Andrew Valmon, Quincy Watts Butch Reynolds, Michael Johnson) | Estados Unidos | 2m54s29 | Estugarda | 22 de agosto de 1993  |
| Recorde do campeonato | (Paul Sanders, Kriss Akabusi John Regis, Roger Black)         | Reino Unido    | 2m58s22 | Split     | 1 de setembro de 1990 |
| Recorde europeu       | (Iwan Thomas, Jamie Baulch Mark Richardson, Roger Black)      | Reino Unido    | 2m56s60 | Atlanta   | 3 de agosto de 1996   |

## Medalhistas
| Ouro                                                                    | Prata                                                                        | Bronze                                                                           |
| Bélgica · Julien Watrin · Jonathan Borlée · Dylan Borlée · Kévin Borlée | Polónia · Rafał Omelko · Kacper Kozłowski · Łukasz Krawczuk · Jakub Krzewina | Reino Unido · Rabah Yousif · Delano Williams · Jack Green · Matthew Hudson-Smith |

## Cronograma
Todos os horários são locais (UTC+2).
| Data        | Hora  | Evento  |
| ----------- | ----- | ------- |
| 9 de julho  | 19:15 | Bateria |
| 10 de julho | 18:50 | Final   |

## Resultados

### Bateria
Qualificação: 3 atletas de cada bateria (Q) mais os 2 melhores qualificados (q). 
| Posição | Bateria | Nacionalidade | Atletas                                                                 | Tempo   | Notas                |
| ------- | ------- | ------------- | ----------------------------------------------------------------------- | ------- | -------------------- |
| 1       | 1       | Grã-Bretanha  | Rabah Yousif Delano Williams Nigel Levine Jarryd Dunn                   | 3:01.63 | Q, EL                |
| 2       | 1       | Polónia       | Michał Pietrzak Kacper Kozłowski Jakub Krzewina Łukasz Krawczuk         | 3:02.09 | Q,                   |
| 3       | 1       | Chéquia       | Jan Tesař Pavel Maslák Michal Desenský Patrik Šorm                      | 3:02.66 | Q,                   |
| 4       | 2       | Bélgica       | Dylan Borlée Robin Vanderbemden Jonathan Borlée Julien Watrin           | 3:03.15 | Q,                   |
| 5       | 2       | Ucrânia       | Danylo Danylenko Yevhen Hutsol Volodymyr Burakov Vitaliy Butrym         | 3:03.93 | Q                    |
| 6       | 2       | Alemanha      | Constantin Schmidt Patrick Schneider Kamghe Gaba Johannes Trefz         | 3:03.97 | Q,                   |
| 7       | 2       | Países Baixos | Liemarvin Bonevacia Terrence Agard Bjorn Blauwhof Maarten Stuivenberg   | 3:04.04 | q                    |
| 8       | 1       | Irlanda       | Brian Gregan Craig Lynch David Gillick Thomas Barr                      | 3:04.42 | q                    |
| 9       | 1       | Turquia       | Halit Kılıç Yasmani Copello Batuhan Altıntaş Yavuz Can                  | 3:04.65 |                      |
| 10      | 2       | Espanha       | Samuel García Lucas Búa Sergio Fernández Lluis Vallejo                  | 3:04.77 |                      |
| 11      | 2       | Suécia        | Axel Bergrahm Erik Martinsson Felix Francois Adam Danielsson            | 3:04.95 | Recorde da temporada |
| 12      | 2       | França        | Mamadou Kasse Hann Ludvy Vaillant Alexandre Divet Thomas Jordier        | 3:04.95 |                      |
| 13      | 1       | Itália        | Lorenzo Valentini Michele Tricca Mario Lambrughi Matteo Galvan          | 3:06.07 | Recorde da temporada |
| 14      | 1       | Suíça         | Luca Flück Joel Burgunder Daniele Angelella Silvan Lutz                 | 3:06.52 | Recorde da temporada |
| 15      | 2       | Estónia       | Jaak-Heinrich Jagor Marek Niit Rivar Tipp Rauno Kunnapuu                | 3:10.63 | Recorde da temporada |
| 16      | 1       | Noruega       | Karsten Warholm Mauritz Kashagen Josh-Kevin Ramirez Talm Torbjørn Lysne | 3:10.76 | Recorde da temporada |

### Final
| Posição           | Raia | Nacionalidade | Atletas                                                               | Tempo   | Notas                |
| ----------------- | ---- | ------------- | --------------------------------------------------------------------- | ------- | -------------------- |
| Medalha de ouro   | 5    | Bélgica       | Julien Watrin Jonathan Borlee Dylan Borlee Kevin Borlee               | 3:01.10 | EL                   |
| Medalha de prata  | 4    | Polónia       | Łukasz Krawczuk Kacper Kozłowski Jakub Krzewina Rafał Omelko          | 3:01.18 | Recorde da temporada |
| Medalha de bronze | 3    | Grã-Bretanha  | Rabah Yousif Delano Williams Jack Green Matthew Hudson-Smith          | 3:01.44 | Recorde da temporada |
| 4                 | 8    | Chéquia       | Jan Tesař Pavel Maslák Michal Desenský Patrik Šorm                    | 3:03.86 |                      |
| 5                 | 2    | Irlanda       | Brian Gregan Craig Lynch David Gillick Thomas Barr                    | 3:04.32 | Recorde da temporada |
| 6                 | 6    | Ucrânia       | Danylo Danylenko Yevhen Hutsol Volodymyr Burakov Vitaliy Butrym       | 3:04.45 |                      |
| 7                 | 1    | Países Baixos | Liemarvin Bonevacia Terrence Agard Bjorn Blauwhof Maarten Stuivenberg | 3:04.52 |                      |
| 8                 | 7    | Alemanha      | Johannes Trefz Patrick Schneider Kamghe Gaba Constantin Schmidt       | 3:05.67 |                      |

Legenda
| Recorde mundial       | Recorde mundial (World record)               |                       | Recorde africano                      | Recorde africano (African) |                                           | Q | Classificado por posição (Qualified) |
| Recorde do campeonato | Recorde do campeonato (Championship record)  | Recorde da América    | Recorde da América (Americas)         | q                          | Classificado por melhor tempo (Qualified) |   |                                      |
| Melhor marca do ano   | Melhor marca do ano (World leading)          | Recorde asiático      | Recorde asiático (Asian)              | DNS                        | Não largou (Did not start)                |   |                                      |
| Recorde nacional      | Recorde nacional (National record)           | Recorde europeu       | Recorde europeu (European)            | DNF                        | Não terminou (Did not finish)             |   |                                      |
| Recorde pessoal       | Recorde pessoal do atleta (Personal best)    | Recorde da Oceania    | Recorde da Oceania (Oceania)          | DSQ / DQ                   | Desclassificado (Disqualified)            |   |                                      |
| Recorde da temporada  | Recorde da temporada do atleta (Season best) | Recorde sul-americano | Recorde sul-americano (South America) | NM                         | Sem marca (No mark)                       |   |                                      |